# Styrax huanus
Styrax huanus är en storaxväxtart som beskrevs av Alfred Rehder. Styrax huanus ingår i släktet Styrax och familjen storaxväxter. Inga underarter finns listade i Catalogue of Life.